# Antonio Rubino
Antonio Augusto Rubino (* 15. Mai 1880 in Sanremo; † 1. Juli 1964 in Bajardo) war ein italienischer Illustrator, Kinderbuchautor, Regisseur und Comiczeichner.

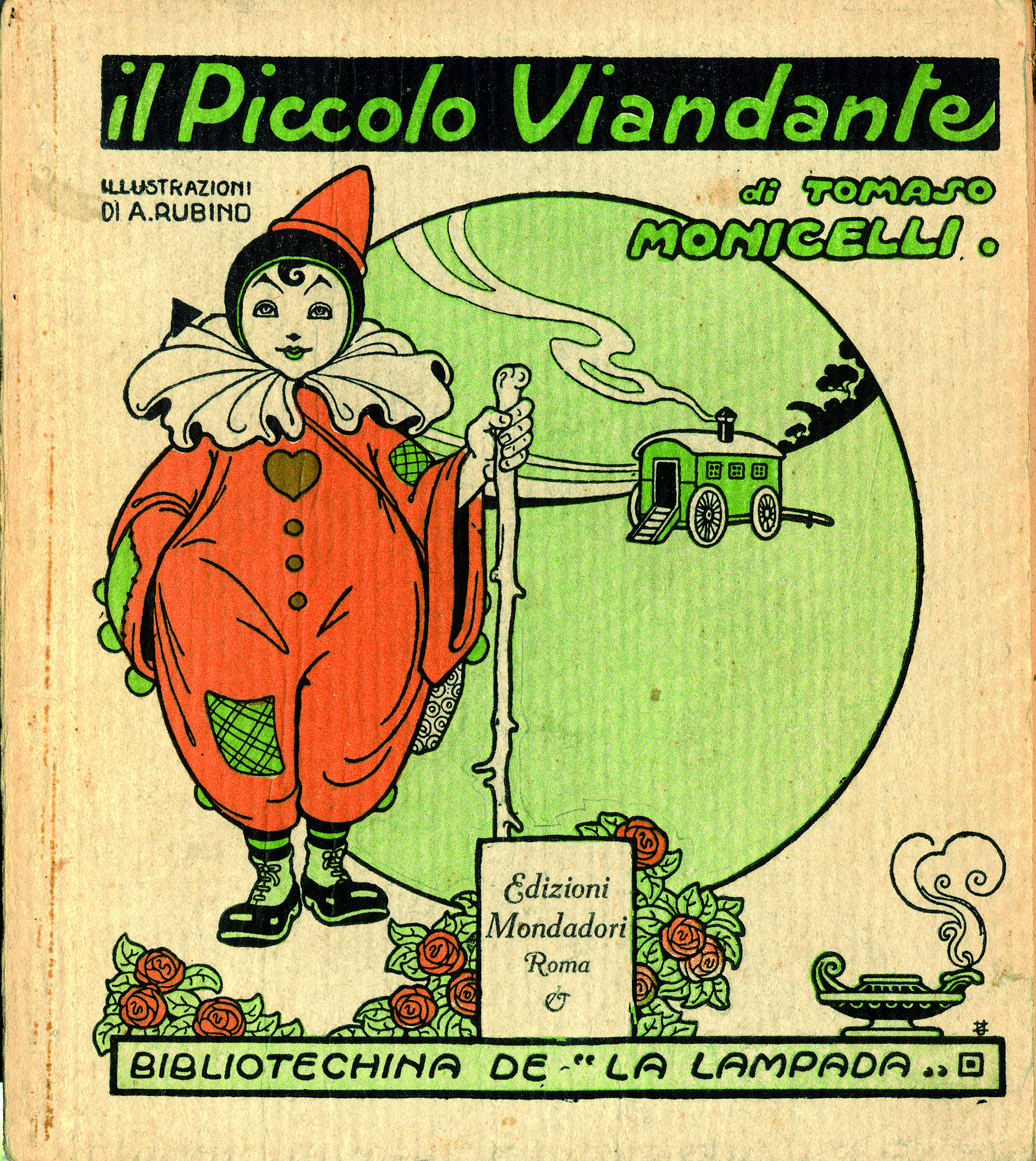
Tomaso Monicelli und Antonio Rubino - Il piccolo viandante („Der kleine Wanderer“) - La Lampada Mondadori 1913

## Leben
Rubino war Sohn eines Bankiers, Botanikers und Goldsuchers und studierte nach seinem Schulabschluss Rechtswissenschaften in Turin. Über juristische Themen entstanden auch seine ersten burlesken Verse. Noch an der Universität begründete er die Zeitschrift L'Arma di Perfezione, für die er auch die Figur des Fähnrichs Vessillifero Eccelso Gemmeo erfand. Erste Zeichnungen, beeinflusst vom floralen wie vom Jugendstil, entstanden 1902; daneben schuf Rubino erste Gedichte.
1905 illustrierte er Alberto Colantuonis L’Albatro und arbeitete für das Sonntagsmagazin Avanti. Etliche andere Magazine und Illustrationsaufträge folgten. 1911 erschien ein Band mit Gedichten. Während des Ersten Weltkrieges war Rubino bei der für die Soldaten erscheinenden Zeitschrift La Tradotta tätig; später folgten in leitender und herausgebender Funktion die Magazine Il Balilla (ab 1926), Mondo Bambino (ab 1929), Mondo Fanciullo (ab 1933) und in seiner Heimatstadt, nach dem Zweiten Weltkrieg, Il Gazzettino della Riviera dei Fiori, Il Gazzettone sowie La Gazzetta die Sanremo.
Verschiedene Comics wurden unter Rubinos Leitung herausgegeben: Der von ihm mitbegründete Corriere dei Piccoli, für den er immer wieder gearbeitet hatte, ab 1931 für drei Jahre – später (und bei Mondadori) Topolino, Albi d’Oro sowie I tre procellini bis 1938 und schließlich Paperino bis 1940. Nach dem Krieg führte er kurzzeitig diese Arbeit fort, bis er 1948 in den Ruhestand ging. Seine Arbeit wird als Erneuerung der Werke für Kinder betrachtet, sein Stil mit Einflüssen des Futurismus, ostasiatischer Malerei und Art Nouveau beschrieben. Aus Rubinos Feder stammen zahlreiche Charaktere, darunter Quadratino und Italino.
1942 und 1943 entstanden zwei Trickfilme unter Rubinos Regie. Sein erster, Il paese dei ranocchi, wurde beim Filmfestival Venedig in seiner Kategorie ausgezeichnet. Der zweite, Crescendo rossiniano, gilt durch die bald folgenden politischen Wirren als verschollen. 1955 erschien der als „innovativ und eklektisch“ beschriebene I sette colori.
Neben seinen literarischen, zeichnerischen und filmischen Tätigkeiten schuf Rubino auch einige Lieder. Seine 1962 erschienene Autobiografie trägt den Titel Curriculum ridiculum.
Seit 2014 widmet seine Geburtsstadt Sanremo Rubino eine ständige Ausstellung in einem Saal des „Museo Civico Borea d’Olmo“.